# District de Shijingshan
Le district de Shijingshan (石景山区 ; pinyin : Shíjǐngshān Qū) est une subdivision de la municipalité de Pékin en Chine.
Le cimetière révolutionnaire de Babaoshan est situé dans le district de Shijingshan où sont inhumés les héros révolutionnaires, des hauts fonctionnaires et, ces dernières années, des personnalités reconnues pour leurs contributions à la société. Le criminel Bai Baoshan est originaire de cette ville.